# ジョン・ジェウン
ジョン・ジェウン（鄭 在恩、ハングル:정 재은、英語:Jae-Eun Chung、1989年5月16日 - ）は、大韓民国ソウル特別市出身の女子プロゴルファーである。所属は九電工。

## 経歴
8歳でゴルフを始める。
2006年韓国女子プロゴルフ協会入会。
2014年日本女子プロゴルフ協会（JLPGA）のクオリファイングトーナメント（QT）を受験、ファイナルQTで18位に入り同ツアーの出場権を得た。
2015年からTPD単年登録者（呼称は当時）としてJLPGAツアーに参戦、同年は年間獲得賞金ランキング（賞金ランク）35位で自身初のシード入り。
2016年は賞金ランク64位、ファイナルQT12位、2017年は賞金ランク64位。
QTランキング7位で迎えた2018年は、「第1回リランキング」6位、「第2回リランキング」5位と年間を通して出場資格を得た。最終的にJLPGAツアー31試合に出場、賞金ランク24位で2度目のシード入りを果たす。
JLPGA会員制度改正に伴い「2018年シード権獲得」の資格でJLPGA入会を申請し、同時期に申請したフェービー・ヤオ、ペ・ヒギョン、ユン・チェヨン、権藤可恋、カリス・デイビッドソンと共に同年12月1日付けでJLPGA90期生（インターナショナルプロフェッショナル会員）となる。
2019年から九電工所属。同年は賞金ランク65位で賞金シード入りを果たせなかった。
2021年を以てツアー参戦を終了、引退。
現在は帰国し「JTBCゴルフレッスンスタジオ」にて活動中。